# Bălțești
Bălțești is een Roemeense gemeente in het district Prahova.
Bălțești telt 3582 inwoners.